# Interstate 110 (Florida)

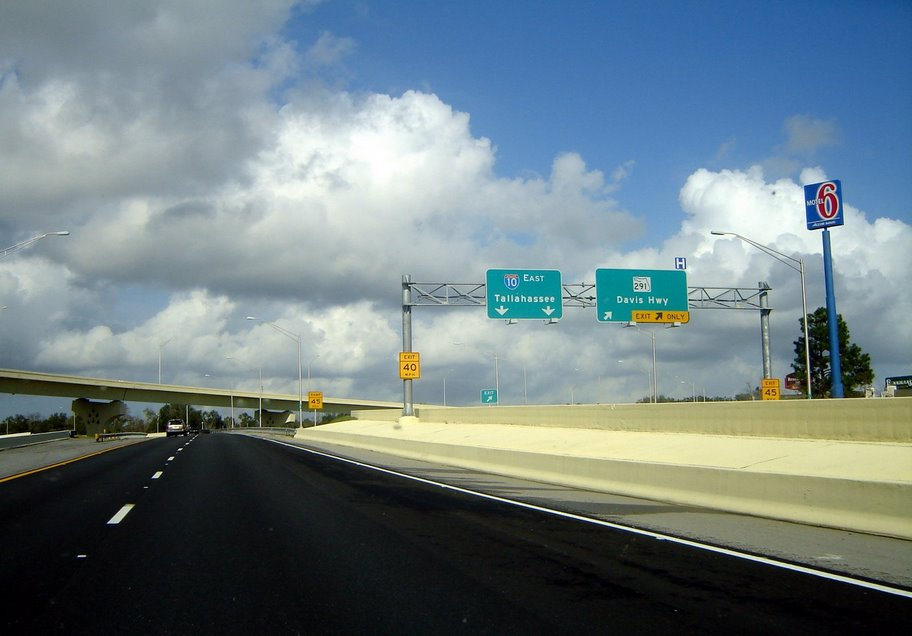
Interstate 110 in der Nähe des Endpunkts am Interstate 10

Die Interstate 110 (Abkürzung I-110) ist ein Interstate Highway in Pensacola, Florida. Auf einer Strecke von 10,205 km verbindet sie damit den U.S. Highway 98 im Süden mit dem Interstate 10 im Norden. Die Straße ist auch als Florida State Road 8A bekannt.

## Zubringer
Die gesamte Strecke befindet sich in Pensacola.
- U.S. Highway 98 Bus
- U.S. Highway 98
- U.S. Highway 98 Bus
- U.S. Highway 90 / U.S. Highway 98
- Maxwell Street, Jordan Street
- Florida State Road 295
- Florida State Road 296
- Interstate 10